# Muhammad Kounta
Muhammad Abdallah Kounta (París, 27 de octubre de 1994) es un deportista francés que compite en atletismo, especialista en las carreras de velocidad.
Ganó una medalla de plata en el Campeonato Europeo de Atletismo en Pista Cubierta de 2023, en la prueba de 4 × 400 m. En agosto de 2024 fue suspendido por la Federación Francesa de Atletismo debido a unos mensajes que publicó en las redes sociales contra el pueblo israelí.

## Palmarés internacional
| Campeonato Europeo en Pista Cubierta | Campeonato Europeo en Pista Cubierta | Campeonato Europeo en Pista Cubierta | Campeonato Europeo en Pista Cubierta |
| Año                                  | Lugar                                | Medalla                              | Prueba                               |
| ------------------------------------ | ------------------------------------ | ------------------------------------ | ------------------------------------ |
| 2023                                 | Estambul (Turquía)                   | Medalla de plata                     | 4 × 400 m                            |